# Eugène Scribe

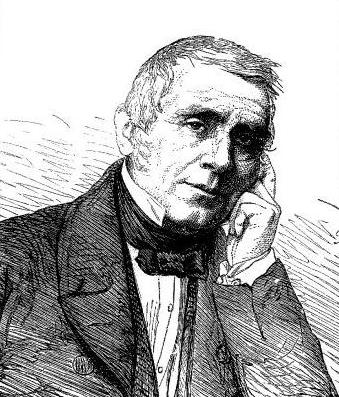
Eugène Scribe

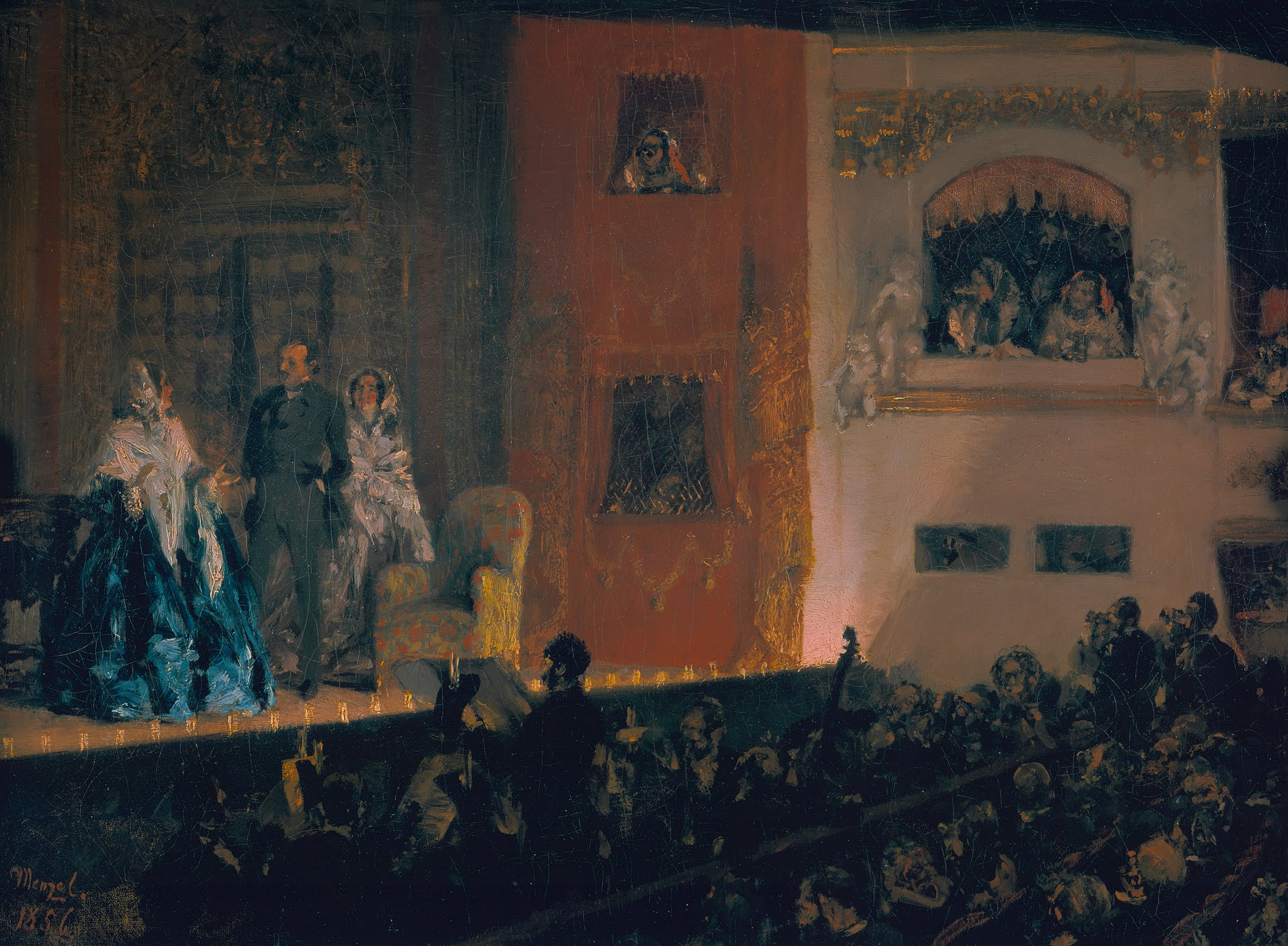
Théâtre du Gymnase, målning av Adolph von Menzel 1856.

Augustin Eugène Scribe, född 24 december 1791 i Paris, död 20 februari 1861 i Paris, var en fransk författare (främst verksam som dramatiker). Scribe skrev nästan 400 teaterstycken under sin livstid. 

## Biografi
Scribe studerade juridik, men drogs snart oemotståndligt mot teatern. Hans första stycke var en vaudeville i en akt, Le prétendu sans le savoir (1810). Under de närmaste åren skrev han ett dussintal pjäser utan större framgång. Men Une nuit de la garde nationale (skriven tillsammans med Charles-Gaspard Delestre-Poirson) blev 1815 en succé, och Scribe hade därefter en säker skara publik. Scibe kom in i en period av extrem produktivitet och upprättade en smärre fabrik för utarbetande av teaterstycken. Han fördelade uppgifterna mellan sina medarbetare: en fick uppdraget att tänka ut ämnet, en annan att skapa planen, en tredje formade dialogen, en fjärde skrev sångverser till kupletterna, en femte stod för humorn och skämten, varefter Scribe själv slutligen själv satte ihop allting till en produkt.
Det är omöjligt att räkna upp alla teaterstycken som kom till på detta sätt. Efter att Théâtre du Gymnase grundats i Paris skrev teaterdirektören, Delestre-Poirson, 1821 kontrakt med Scribe. Under åren 1821-30 levererade Scribe 150 pjäser till Gymnaseteatern (mer än en i månaden).
Scribe skrev totalt över 400 teaterstycken, flera gånger utgivna i samlade upplagor, och hans produktivitet gjorde honom till en förmögen man. 1836 valdes han in i Franska akademien. Under loppet av fyrtio år behärskade Scribe med sin repertoar teaterförhållandena i Europa, särskilt under 1820-talet då han var som mest populär. Framgången har tillskrivits Scribes ovanliga uppfinningsförmåga och tekniska skicklighet; särskilt är han känd för sin förmåga att dramatiskt lösa spännande förvecklingar. Samtidigt har hans beskrivningar av karaktärer kallats schematisk och ytlig, och hans dramer anses sällan ha något djupare innehåll.

## Verk
Scribe hade en bred repertoar och skrev många olika typer av verk.

### Tidiga verk i urval
- Farinelli (1816)
- Flore et Zéphyre (1816)
- Le comte d'0ry (1816)
- Encore un Pour-ceaugnac (1817)
- Le solliciteur (1817)
- La fete du mari (1818)

### Vaudeviller i urval
Scribes vaudeviller var det som gav honom ett genombrott och det var också de som blev mest populära. (Årtal, svenskt namn och år för svensk översättning inom parentes.)
- L'ours et le pacha (1820; Björn och paschan, 1832)
- Le secrétaire et le cuisinier (1821; Hand-sekreteraren och kocken, 1869)
- Michel et Christine (1821; Fredrik och Christine, 1828)
- Lademoiselle å marier (1826; Första mötet, 1827; Friarens besök 1859; Friarn kommer, 1864)
- Le diplomate (1827)
- L'héritiére (1824; Arv-tagerskan, 1830; Den förträfflige onkeln, 1836)
- Les premiéres amours (1825; Den första kärleken, 1828)
- La veuve du Maltiar (1822)
- Malvina ou mariage d'inclination (1828; "Ett giftermål af böjelse", 1834)

### Sedekomedier i urval
Sedekomedierna - en typ av satirer inriktade på att skildra tidspräglade konventioner och sociala regelverk - spelades i allmänhet på Théâtre Francais.
- Valérie (1822; Valerie, 1824)
- Le mariage de raison (1826; Passionen och förnuftet, 1827)
- Le mariage d'argent (1827; Giftermål för pengar, 1842)

### Politiska dramer i urval
Många av Scribes politiskt historiska dramer blev stora framgångar.
- Bertrand et Ratou (1833; Strozzi och Martino, 1839)
- L'ambitieux (1834; 'Den ärelystne, 1839)
- La camaraderie (837; Koteriet, 1838)
- Les indépendants (1837; De oberoende, 1841)
- La calomnie (1840; Förtalet, 1841)
- Le verre d'eau (1840; Ett glas vatten, 1841)
- V'ne chaine (1841; Kedjan eller mellan två eldar, 1842)
- Adrienne Lecouvreur (1849; Adrienne Lecouvreur, 1851)
- Les contes de la reine de Navarre (1851; En saga av drottningen av Navarra, 1851)
- Réves d'amour (1859)
- Le puff (1848; Puffen eller lögn och sanning, 1853)
- Bataille de dames (1851)
- Mon étoile (1854; Min lyckliga stjärna, 1856)

### Libretter i urval
Scribe skrev även libretton till en mängd operor, tonsatta av några av 1800-talets främsta tonsättare.
- La dame Blanche (1825, musik av Boieldieu; Vita frun, 1827)
- La Muette de Portici (1828, musik av Auber
- Den stumma från Portici, 1836)
- Fra Diavolo (1830, musik av Auber; öv. 1833)
- Robert le Diable (1831, musik av Meyerbeer; Robert av Normandie, 1839)
- La Juive (1835, musik av Halévy; "Judinnan", 1864)
- Les Huguenots (1836, musik av Meyerbeer; Hugenotterna, 1842)
- Actéon (1836, musik av Auber: öv. 1837)
- L'ambassadrice (1836, musik av Auber; Ambassadrisen, 1846)
- Le domino noir (1837, musik av Auber; Svarta dominon, 1845)
- La favorite (1841; Leonora, 1850)
- Les diamants de la couronne (1841 musik av Auber; Kronjuvelerna, 1845)
- Le Prophète (1849, musik av Meyerbeer; Profeten, 1852)
- L'Étoile du Nord (1854; Nordens stjärna, 1881)
- L'Africaine (1865, musik av Meyerbeer; Afrikanskan, 1866)
- La siréne (1844, musik av Auber; Sirenen, 1846)

### Romaner och noveller i urval
Scribe skrev också romaner och noveller, men utan större framgång.
- Carlo Broschi (1840; översatt 1848)
- Maurice (1845; översatt  1849)
- Judith, Le roi de carreau, La maitresse anonyme (1840) m. fl. samlade 1856 i boken Nouvelles.
- Piquillo Alliaga (1847; översatt 1847)

### Övrigt
Förutom redan nämnda arbeten finns följande översatta till svenska: 
- Le menteur véridique (1823; Sannljugaren, 1828)
- La petite soeur (1821, Dockan, 1828)
- Le concert a la cour (1824, musik av Auber; Concerten på hovet, 1834
- Frontin (1821; Frontin, 1835)
- Le quaker et la danseuse (1831; Qväkarn och dansösen, 1835)
- La lune de miel (1826; Smekmånaden, 1835)
- Le colonel (1821; Den nye översten, 1836)
- La pensionnaire mariée (1835)
- Adéle de Sénanges, 1837)
- Le chalet (1834; Alphyddan', 1837)
- L'étudiant et la grande dame (1837; Studenten och grefvinnan,fri öv. 1837)
- La somnambule (1821; Sömngångerskan, 1837)
- Une chaumiére et son coeur (1835; En koja och ditt hjärta, 1837)
- La jamille Riquebourg (1831; Familjen Riquebourg, 1838)
- Le lorgnon' (1834; Lorgnetten, 1836)
- Le confident (1826; Rådgivaren, 1841)
- La marraine (1827; Vår unga gudmor, 1842)
- Toujours ou Vavenir d'un fils (1832; För evigt! eller medicin mot ett kärleksrus, 1836)
- La charlatanisme (1825; Charlataneriet, 1846)
- Geneviéve ou la jalousie paternelle (1846; Faderskärleken, 1846)
- Une heure a port Sainte-Marie (1823; En timma i Pyrmont, 1847)
- Estelle ou le pére et la fille (1834; Estelle, 1847)
- La protégée sans le savoir (1847; Den okände beskyddaren, 1847)
- Les surprises (1844; Surpriserna, 1845; öfverraskningarna, 1855)
- La médecine sans médecin (1832; Läkaren, 1845)
- Le dieu et la bayadére (1830; Brahma och bajaderen, 1863)
- Le maicon (1825; Muraren och låssmeden, 1863)
- Gustaf III ou le bal masqué (1833; Gustaf III eller maskeradbalen, 1864)
- Les vépres siciliennes (1855; Den sicilianska aftonsången, 1872)
- Les deux précepteurs (1817; Betjänten professor, 1846)